# Better By You, Better Than Me
Better By You, Better Than Me è una canzone degli Spooky Tooth, scritta dal tastierista Gary Wright, ma è famosa per la cover che ne fece il gruppo metal inglese Judas Priest e per il processo del 1990 in cui questi ultimi vennero accusati di aver condotto al suicidio due giovani ragazzi americani, attraverso una serie di messaggi subliminali immessi nella canzone che secondo l'accusa sarebbero avvertibili ascoltando il disco al contrario.
Alla fine del processo, la band venne assolta poiché, secondo il giudice, gli ipotetici messaggi nascosti non sono dovuti ad altro che ad una combinazione di suoni e di parole.

## Componenti
- Rob Halford - voce
- K.K. Downing - chitarra
- Glenn Tipton - chitarra, tastiere
- Ian Hill - basso
- Les Binks - batteria